# Sergei Zenjov
Sergei Zenjov (* 20. April 1989 in Pärnu) ist ein estnischer Fußballspieler. Der Stürmer steht seit 2021 beim FC Flora Tallinn in der heimischen Meistriliiga unter Vertrag. 

## Verein

### Estland
Sergei Zenjov begann im Alter von sechs Jahren mit dem Fußballspielen. 2005 gab er sein Debüt für den Drittligisten Pärnu Pataljoni JK. In der ersten Hälfte des Jahres 2006 ging er dann weiter zum Stadtrivalen und Erstligisten JK Vaprus Pärnu, wo er 17 Spiele bestritt und 8 Tore erzielte. Im Juli 2006 wechselte er zum FC TVMK Tallinn und gab dort sein UEFA-Champions-League-Debüt im Qualifikationsspiel gegen die isländische Mannschaft FH Hafnarfjörður. Nach zwei Spielen, in denen auch Zenjov zum Einsatz kam, schied der FC TVMK Tallinn schied aus. In der folgenden Saison spielte der Verein im UEFA Intertoto Cup, aber auch hier erlitten die Esten ein Fiasko und verloren gegen den FC Honka Espoo aus Finnland. Zenjov kam in zwei Spielen zum Einsatz. Während seiner zwei Jahre in Tallinn erregte der Spieler die Aufmerksamkeit zahlreicher ausländischer Fußballvereine. Er wurde 2007 zum besten Nachwuchsspieler der estnischen Meistriliiga gewählt.

### Ukraine
Am 24. Februar 2008 spielte er in einem Freundschaftsspiel für Karpaty Lwiw gegen den AC Horsens, bei dem Zenjov unerwartet drei Tore erzielen konnte. Im Februar 2008 unterzeichnete er einen Fünfjahresvertrag bei Karpaty Lwiw. Zenjov gab sein Debüt in der ukrainischen Premjer-Liha am 3. März 2008 in einem Spiel gegen den FK Charkiw (1:0), in diesem Spiel legte Zenjov den siegbringenden Pass an Maksym Feshchuk vor. Sein erstes Tor erzielte Zenjov in der Premjer-Liha am 27. Juli 2008 in einem Spiel gegen Schachtar Donezk (1:1), Andrij Pjatow konnte den Torschuss nicht halten. Danach wurde er zum ersten Mal in die Estnische Fußballnationalmannschaft berufen. Im Sommer 2009 verlängerte er seinen Vertrag mit Karpaty Lwiw um 5 Jahre.

### Weitere Wechsel
Im November 2009 wurde berichtet, dass Sergei Zenjov an der Schweinegrippe erkrankt sei. Der Sportarzt von Karpaty Lwiw Rostislav Pastushenko dementierte diese Nachricht und erklärte, Zenjov habe nur eine ganz normale Grippe. Am 3. Juli 2014 unterzeichnete Zenjov einen 1+1-Vertrag beim englischen FC Blackpool in der EFL Championship. Nachdem er nur acht Spiele absolviert hatte und keine gemeinsame Basis mit dem neuen Trainer finden konnte, beschloss er Anfang Dezember, seinen Vertrag aufzulösen und nach Estland zurückzukehren. Am 14. Januar 2015 setzte Zenjov seine Karriere bei Torpedo Moskau, Russland, fort. Bereits ein halbes Jahr später, am 1. Juli 2015, unterschrieb er für zwei Jahre beim aserbaidschanischen setzte Zenjov seine Karriere beim FK Qəbələ. Es folgten weitere Stationen bei den Erstligisten KS Cracovia in Polen, Schachtjor Qaraghandy in Kasachstan und seit 2021 spielt er wieder in seiner Heimat für den FC Flora Tallinn. Dort gewann er in den Jahren 2022 und 2023 die nationale Meisterschaft.

## Nationalmannschaft
Zenjov spielte von 2005 bis 2010 für diverse estnische Jugendauswahlen und erzielte dabei in 19 Partien zwei Treffer. Sein Debüt in der A-Nationalmannschaft gab er am 20. August 2008 in einem Freundschaftsspiel gegen Malta (2:1). Zenjov stand zu Beginn des Spiels in der Startformation, wurde aber in der 60. Minute durch Tarmo Kink ausgewechselt. Zenjov erzielte das erste Tor für Estland am 6. September 2008 im Spiel gegen Belgien (3:2), den der Torwart Stijn Stijnen nicht halten konnte.
Am 12. August 2009 spielte er in der estnischen Fußballnationalmannschaft in einem Freundschaftsspiel anlässlich des 100-jährigen Bestehens des estnischen Fußballs gegen Brasilien (0:1). Zenjov stand in der Startformation, wurde aber nach 62 Minuten durch Vladimir Voskoboinikov ausgewechselt. Und am 23. September 2022 bestritt er im Testspiel gegen Ungarn (0:1) sein 100. Spiel für die estnische Fußballnationalmannschaft. Momentan hat Zenjov 114 Länderspiele absolviert und dabei 17 Treffer erzielt.

## Erfolge
FC TVMK Tallinn
- Estnischer Pokalsieger: 2006
- Estnischer Superpokalsieger: 2006

FC Flora Tallinn
- Estnischer Meister: 2022, 2023

## Auszeichnung
- Bester Nachwuchsspieler der Meistriliiga: 2007